# Lesley Barber

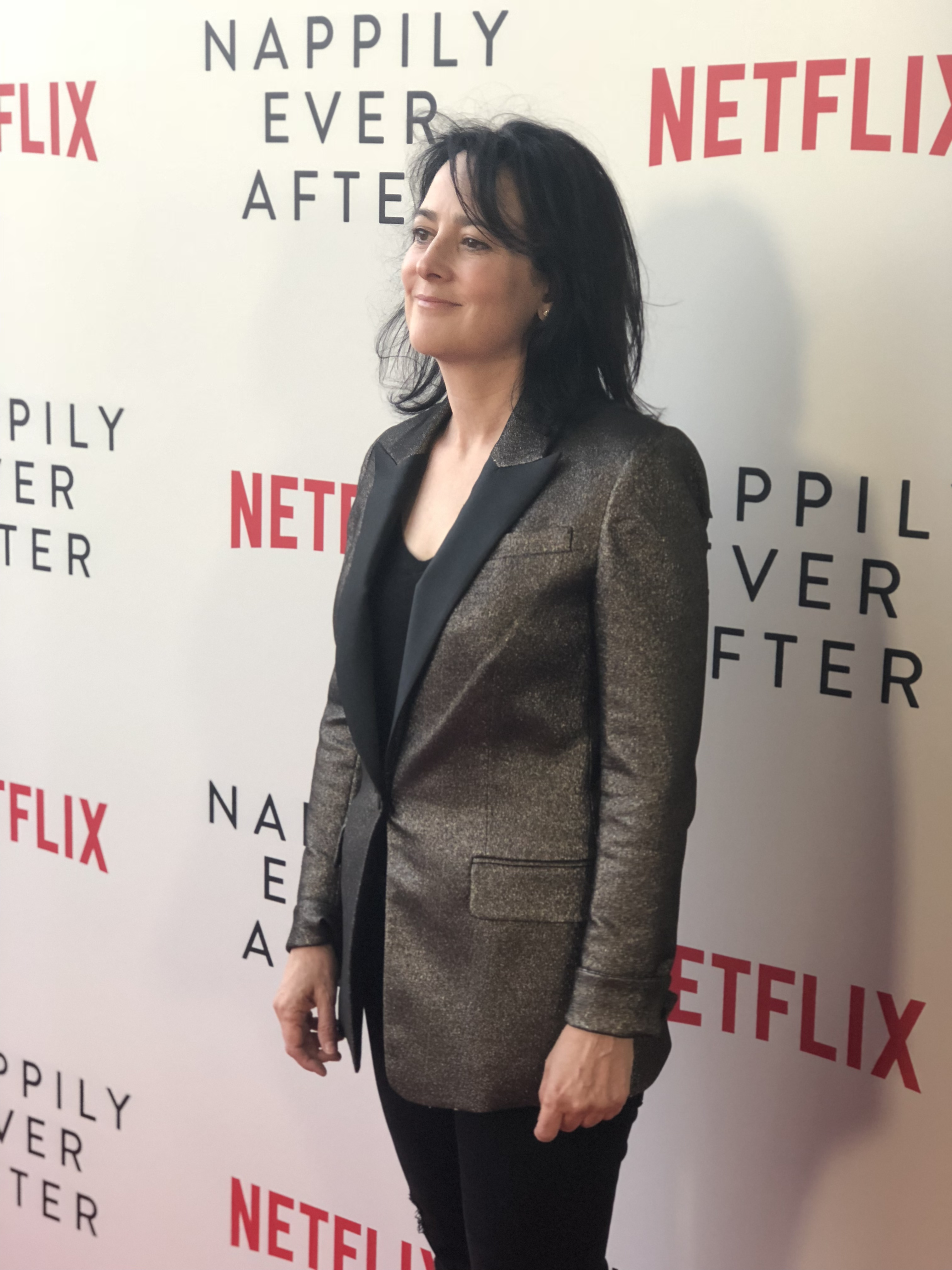
Lesley Barber, 2018

Lesley Barber (* 23. Juni 1968 in Guelph, Ontario) ist eine kanadische Komponistin.

## Leben
Bereits im Alter von zehn Jahren begann Lesley Barber mit dem Komponieren und gewann mehrere Jugendkompositionspreise, sodass sie bereits 1988 ihr Musikstudium an der University of Toronto, wo sie unter anderem von Gustav Ciamaga und Lothar Klein unterrichtet wurde, abschließen konnte. Anschließend war sie einige Jahre in der alternativen Theaterszene von Toronto als Komponistin unterwegs, bevor sie 1995 mit Der kleine Bär und Wenn die Nacht beginnt erstmals als Filmkomponist arbeitete.

## Filmografie (Auswahl)
- 1995: Der kleine Bär (Little Bear, Fernsehserie, Titelmelodie)
- 1995: Wenn die Nacht beginnt (When Night Is Falling)
- 1997: Los Locos – Duell der Wahnsinnigen (Los Locos)
- 1998: Teurer als Rubine (A Price Above Rubies)
- 1999: Mansfield Park
- 2000: You Can Count on Me
- 2001: Der kleine Bär und die große Wildnis (The Little Bear Movie)
- 2002: Hysterical Blindness (Fernsehfilm)
- 2002: Marion Bridge
- 2006: Comeback Season
- 2007: Mr. Shi und der Gesang der Zikaden (A Thousand Years of Good Prayers)
- 2008: Death in Love
- 2009: Victoria Day
- 2011: Die Sehnsucht der Falter (The Moth Diaries)
- 2013: Immer wieder Weihnachten (Pete’s Christmas, Fernsehfilm)
- 2016: Manchester by the Sea
- 2017: Beaches (Fernsehfilm)
- 2018: Unersetzlich (Irreplaceable You)
- 2018: Boarding School
- 2018: Alte Zöpfe (Nappily Ever After)
- 2019: Late Night
- 2019: American Woman
- 2019: Vier Hochzeiten und ein Todesfall (Four Weddings and a Funeral, Miniserie, 10 Episoden)
- 2023: Hochzeit auf Umwegen (Maybe I Do)
- 2024: Bonjour Tristesse